# Engelsk vallmo
Engelsk vallmo (Papaver cambricum) är en vallmoväxtart som beskrevs av Carl von Linné. Enligt Catalogue of Life ingår Engelsk vallmo i släktet vallmor och familjen vallmoväxter, men enligt Dyntaxa är tillhörigheten istället släktet vallmor och familjen vallmoväxter. Arten är reproducerande i Sverige. Inga underarter finns listade i Catalogue of Life.

## Bildgalleri

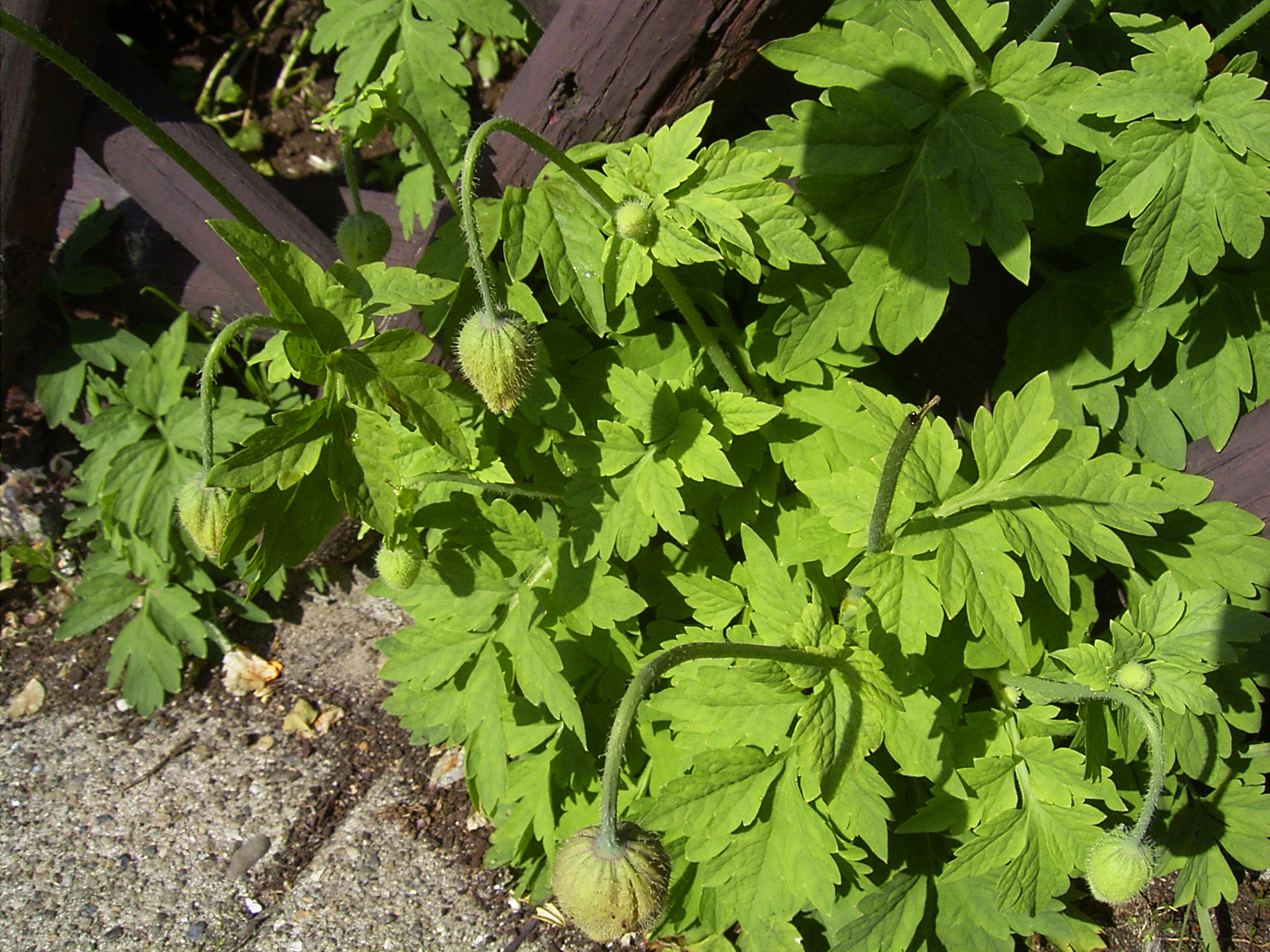
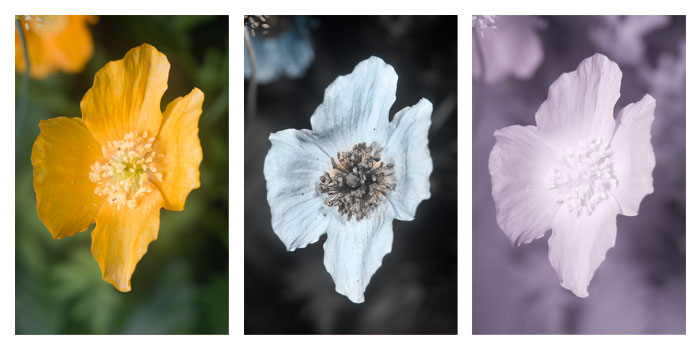
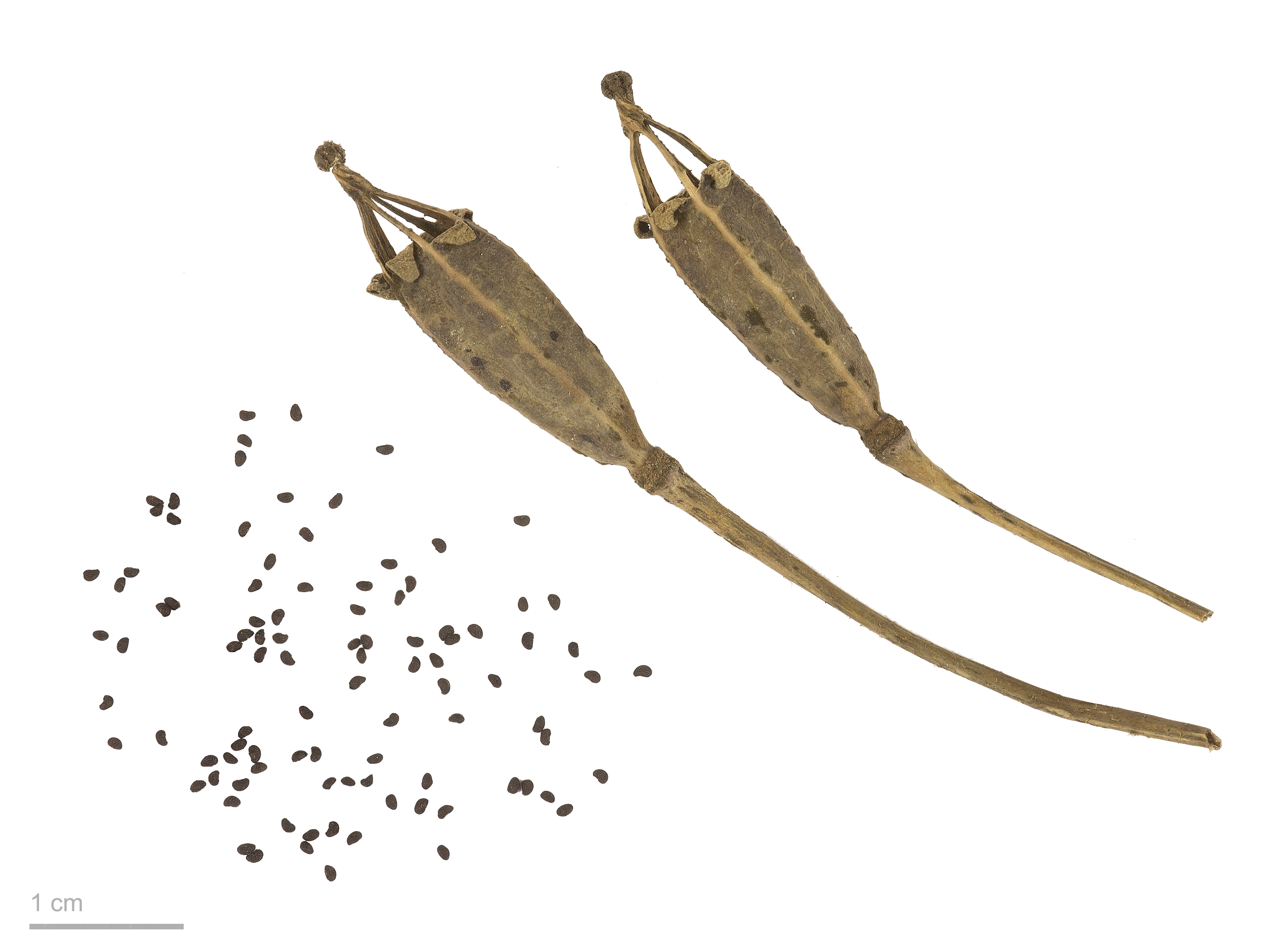
Meconopsis cambrica